# Bloodmatch
Pour plus de détails, voir Fiche technique et Distribution.
Bloodmatch est un film américain réalisé par Albert Pyun, sorti en 1991.

## Synopsis
Brick Bardo part à la recherche d'un kickboxeur qui a tué son frère.

## Fiche technique
- Titre : Bloodmatch
- Réalisation : Albert Pyun
- Scénario : K. Hannah
- Musique : Paul Edwards et Anthony Riparetti
- Photographie : George Mooradian
- Montage : Paul O'Bryan
- Production : Rick Blumenthal et Corinne Olivo
- Société de production : 21st Century Film Corporation et Power Pictures Corporation
- Pays :  États-Unis
- Genre : Action et thriller
- Durée : 86 minutes
- Dates de sortie : 
  -  États-Unis : 21 août 1991 (vidéo)

## Distribution
- Thom Matthews : Brick Bardo
- Hope Marie Carlton : Connie Angel
- Marianne Taylor : Max Manduke
- Benny Urquidez : Billy Munoz
- Dale Jacoby : Brent Caldwell
- Thunderwolf : Mike Johnson
- Jason Brooks : Steve Buscomo
- Hector Pena : Sam Gitty
- Peter Cunningham : Dwayne Ryan
- Patrick Outlaw : Walker Stevens
- Vincent Klyn : Carl Cuba
- Michel Qissi : Davey O'Brien
- Christian Andrews : Jack Kelly

## Accueil
AllMovie donne au film la note de 1,5/5. Dans sa critique, TV Guide, évoque un film si minimaliste dans son scénario qu'il en devient vide.